# Xu Shen
Xǔ Shèn (tradicionalni kineski: 許慎,  pojednostavljeni kineski: 许慎, pinyin: Xǔ Shèn, Hsü Shen) (cca. 58  – cca. 147 ) bio je kineski filolog iz doba dinastije Han. Poznat je prije svega kao autor Shuowen Jiezija, prvog kineskog rječnika koji je sadržavao analizu slova, kao i pokušaj da ih se organizira po zajedničkim komponentama. Rječnik je sadržavao preko 9.000 unosa u slovima pod 540 korijena, pri čemu su se slova objašnjavala uglavnom na temelju ranijeg pečatnog pisma. Brojne od tih Xu Shenovih analiza su pogrešne, jer se pečatno pismo značajno razlikovalo od ranijih i Xu Shenu nepoznatih brončanog i pisma na oklopima kornjača. Xu Shen je svoj rječnik dovršio oko godine 100. ali je iz političkih razloga čekao da ga tek 121. caru Anu predstavi njegov sin.

## Unutarnje poveznice
- Shuowen Jiezi
- Popis Shuowen Jiezi korijena